# Peter Suschitzky
Pour l’article homonyme, voir Suschitzky.
Peter Suschitzky, ASC, BSC, est un directeur de la photographie britannique, né le 25 juillet 1941 à Londres (Angleterre).

## Biographie
Fils du chef opérateur et photographe d'origine autrichienne Wolfgang Suschitzky (1912-2016), Peter Suschitzky débute lui-même au cinéma comme chef opérateur en 1964, après ses études à l'IDHEC de Paris. Il est en particulier connu pour sa collaboration avec le réalisateur canadien David Cronenberg, sur dix de ses films, dont Faux-semblants (1988) — avec Jeremy Irons et Geneviève Bujold — et A Dangerous Method (2011), avec Viggo Mortensen.
Parmi les autres réalisateurs aux côtés desquels il travaille, figurent notamment John Boorman (dont Léo le dernier en 1970, avec Marcello Mastroianni), Tim Burton (Mars Attacks! en 1996, avec Jack Nicholson et Glenn Close), Waris Hussein (dont Henry VIII and His Six Wives en 1972, avec Keith Michell et Charlotte Rampling), Irvin Kershner (l'épisode V — titre court : L'Empire contre-attaque — de la saga Star Wars de George Lucas, sorti en 1980), Ken Russell (dont Valentino en 1977, avec Rudolf Noureev et Leslie Caron), Peter Watkins (dont Les Gladiateurs en 1969).
On lui doit quarante-trois films (britanniques, américains, coproductions...) comme chef opérateur.
Valentino lui vaut en 1978 une nomination au British Academy Film Award de la meilleure photographie. En outre, il gagne quatre fois le prix Génie de la meilleure photographie, pour des films de Cronenberg.
À la télévision, Peter Suschitzky est directeur de la photographie sur un documentaire (en 1966), un téléfilm (en 1975) et deux séries (en 1975 et 1993).

## Filmographie partielle

### Cinéma
- 1965 : La Bombe (The War Game) de Peter Watkins
- 1965 : En Angleterre occupée (It happened Here) de Kevin Brownlow et Andrew Mollo
- 1967 : Privilège (Privilege) de Peter Watkins
- 1967 : Charlie Bubbles d'Albert Finney (également acteur sur ce film, prestation unique, dans un petit rôle, non créditée)
- 1968 : Le Songe d'une nuit d'été (A Midsummer Night's Dream) de Peter Hall
- 1969 : Les Gladiateurs (Gladiatorerna) de Peter Watkins
- 1969 : A Touch of Love de Waris Hussein
- 1970 : Léo le dernier de John Boorman
- 1970 : Deux Hommes en fuite (Figures in a Landscape) de Joseph Losey
- 1971 : Mercredi après-midi (Melody) de Waris Hussein
- 1972 : Le Joueur de flûte (The Pied Piper) de Jacques Demy
- 1972 : Henry VIII and His Six Wives de Waris Hussein
- 1973 : That'll Be the Day de Claude Whatham
- 1975 : Lisztomania de Ken Russell
- 1975 : The Rocky Horror Picture Show de Jim Sharman
- 1977 : Valentino de Ken Russell
- 1980 : Star Wars, épisode V : L'Empire contre-attaque (Star Wars, Episode V : The Empire strikes back) d'Irvin Kershner
- 1983 : Krull de Peter Yates
- 1984 : Falling in Love d'Ulu Grosbard
- 1988 : Faux-semblants (Dead Ringers) de David Cronenberg
- 1990 : Tout pour réussir (Where the Heart is) de John Boorman
- 1991 : Le Festin nu (The Naked Lunch) de David Cronenberg
- 1991 : Un homme et deux femmes de Valérie Stroh
- 1992 : L'Œil public (The Public Eye) d'Howard Franklin
- 1993 : La Disparue (The Vanishing) de George Sluizer
- 1993 : M. Butterfly de David Cronenberg
- 1994 : Ludwig van B. (Immortal Beloved) de Bernard Rose
- 1996 : Mars Attacks! de Tim Burton
- 1996 : Crash de David Cronenberg
- 1998 : L'Homme au masque de fer (The Man in the Iron Mask) de Randall Wallace
- 1999 : eXistenZ de David Cronenberg
- 2000 : Planète rouge (Red Planet) d'Antony Hoffman
- 2002 : Spider de David Cronenberg
- 2005 : Shopgirl d'Anand Tucker
- 2005 : A History of Violence de David Cronenberg
- 2006 : Le Concile de pierre de Guillaume Nicloux
- 2007 : Les Promesses de l'ombre (Eastern Promises) de David Cronenberg
- 2011 : A Dangerous Method de David Cronenberg
- 2012 : Cosmopolis de David Cronenberg
- 2013 : After Earth de M. Night Shyamalan
- 2014 : Maps to the Stars de David Cronenberg
- 2015 : Tale of Tales de Matteo Garrone

### Télévision
- 1975 : All Creatures Great and Small de Claude Whatham
- 1993 : Fallen Angels, saison 1, épisode 1 Une arnaque de première classe (The Frightening Frammis) de Tom Cruise ; épisode 6 Mortelle Attente (I'll be waiting) de Tom Hanks

## Publication
- Naked Reflections, Amsterdam, Schilt Publishing, 2015, 96 p. (ISBN 978-90-5330-846-2)

## Distinctions (sélection)

### Récompenses
- Prix Génie (Genie Award) de la meilleure photographie :
  - 1989 pour Faux-semblants de David Cronenberg
  - 1992 pour Le Festin nu de David Cronenberg
  - 1996 pour Crash   de David Cronenberg
  - 2008 pour Les Promesses de l'ombre  de David Cronenberg
- David di Donatello 2016 pour Tale of Tales de Matteo Garrone

### Nomination
- 1978 : British Academy Film Award de la meilleure photographie pour Valentino